# متیو کرامپتون
متیو کرامپتون (انگلیسی: Matthew Crampton؛ زادهٔ ۲۳ مهٔ ۱۹۸۶) دوچرخه‌سوار اهل بریتانیا است.
وی در مسابقات کشوری و بین‌المللی در مجموع برندهٔ ۳ مدال طلا، ۶ مدال نقره، ۳ مدال برنز شده‌است.